# Jeremy Thomas
Jeremy Thomas (ur. 26 lipca 1949 w Londynie) – brytyjski producent filmowy. Od końca lat 70. jeden z najbardziej uznanych i wpływowych producentów artystycznego kina europejskiego. 

## Życiorys
Urodził się w rodzinie filmowców: jego ojciec Ralph Thomas i wuj Gerald Thomas byli reżyserami. Od wczesnych lat Jeremy próbował swoich sił w branży filmowej na różnych stanowiskach. Po wielu staraniach został montażystą filmów Kena Loacha.
Jego pierwszym sukcesem producenckim był Wrzask (1978) w reżyserii Jerzego Skolimowskiego. Później wyprodukował takie filmy, jak m.in. Wesołych świąt, pułkowniku Lawrence (1983) Nagisy Ōshimy, Nagi lunch (1991) Davida Cronenberga, Król olch (1996) Volkera Schlöndorffa, Sexy Beast (2000) Jonathana Glazera czy Pentameron (2015) Matteo Garrone.
Zdobył Oscara za najlepszy film roku za Ostatniego cesarza (1987) Bernarda Bertolucciego. W 2006 wyróżniono go Europejską Nagrodą Filmową za wkład w kino światowe.
Zasiadał w jury konkursu głównego na 40. MFF w Cannes (1987). Przewodniczył konkursowemu jury na 44. MFF w Berlinie (1994) oraz sekcji "Un Certain Regard" na 57. MFF w Cannes (2004).